# Medi & The Medicine Show
Pour les articles homonymes, voir Mehdi.
 (avril 2024).
Si vous disposez d'ouvrages ou d'articles de référence ou si vous connaissez des sites web de qualité traitant du thème abordé ici, merci de compléter l'article en donnant les références utiles à sa vérifiabilité et en les liant à la section « Notes et références ».
Mehdi Parisot, dit Medi ou Medi & The Medicine Show, est un auteur-compositeur-interprète, producteur, réalisateur artistique et multi-instrumentiste français , né le 2 août 1979 à Grasse. Il publie en tant qu'artiste 4 albums dont le single How Would You Do It . Il multiplie les collaborations en tant que réalisateur artistique, producteur ou musicien, avec des artistes tels que Charlie Winston, Ben Mazué, Fréro Delavega, Emilie SImon, Joyce Jonathan, Sophie-Tith, Grand Corps Malade.

## Biographie
Mehdi Parisot est un multi-instrumentiste, auteur-compositeur, réalisateur artistique et producteur français. Il nait à Grasse le 2 août 1979 et grandit à Nice où il fait ses classes au conservatoire de région. D'abord élève en percussion classique, il intègre la section jazz pour y étudier la batterie sous la houlette de Jean-Paul Ceccarelli, frère d'André Ceccarelli .
A la fin des années 90, il écume les clubs de la capitale azuréenne en tant que batteur de plusieurs formations locales et à la suite d'une rencontre avec le compositeur anglais Diogo Vasconcellos dit Paperface, Mehdi Parisot se prend de passion pour le songwriting et la culture musicale anglosaxone. Il décide alors de troquer ses baguettes pour une guitare et compose ses premières mélodies qu'il chante désormais tous les soirs sur scène entre deux reprises rock, soul et pop US, style qu'il affectionne particulièrement. Devenu chanteur, Mehdi Parisot fait plusieurs voyages entre la côte d'azur et Londres, ville où il rejoint régulièrement Diogo Vasconcellos avec qui il compose un répertoire de chansons qu'il espère bien enregistrer un jour.
En 2000, Mehdi est engagé pour la saison estivale en tant que chanteur sur la plage du Moréa à Juan-Les Pins et un jour brulant de juillet, Dave Stewart, fondateur du groupe Eurythmics , tombe sous le charme des prestations du jeune niçois et lui propose de jouer pour son mariage qu'il célèbre sur cette même plage. À la suite de cet heureux évènement, le producteur anglais offre à Mehdi son premier contrat d'enregistrement. Il rejoint alors le label Artist Network basé à Londres où il s'installe pour enregistrer dans les légendaires Olympic Studios un premier album de douze chansons composées aux côtés de Paperface, Dave Stewart, Terry Hall et mixées par Cenzo Townshend. Mais avant que l'album ne puisse voir le jour, le label Artist Network fait faillite et Mehdi, dont le prénom s'écrit plus souvent sans H qu'avec depuis son époque londonienne, quitte la capitale anglaise pour Nice, avec en poche un premier album toujours inconnu du grand public.
Medi reprend du service dans les clubs de la vieille ville azuréenne et forme le groupe Medi & The Medicine Show composé à cette époque de Daniel Marsala à la guitare et d'Olivier Ferrarin à la batterie. Ensemble ils enchaînent les concerts dont certains très remarqués à Paris, ce qui poussera le label franco canadien exclaim du groupe archambault à s'intéresser au projet et à sortir  l'album éponyme "Medi & The Medicine Show" enregistré quelques années auparavant à Londres et qui voit enfin le jour le 18 septembre 2006. Medi et The Medicine Show se fait une réputation de groupe de scène par les nombreux concerts qui accompagneront ce premier opus. Et notamment une première partie d'Aston Villa à l'Olympia ou encore Supergrass à l'Elysée Montmartre. La critique est bonne mais le succès de cet album n'est pas au rendez-vous espéré.
Mehdi Parisot désormais installé à Paris enchaîne les jobs de musicien de studio et rejoint en tant que guitariste bassiste la tournée mondiale d'Emilie Simon qui signe à cette époque la bande originale de la marche de l'empereur. En 2007, entre deux dates de concerts, il croise rue de la Roquette à Paris Charlie Winston , un chanteur anglais et ami de longue date rencontré jadis à Nice et avec qui il s'était lié d'amitié pendant son séjour londonien. Les deux compères ne se quittent plus et décident de collaborer sur le projet de Charlie. Mehdi en devient le batteur et arrangeur aux côtés de Ben Edwards, harmoniste britannique et de Daniel Marsala qui rejoint l'équipe à la basse. Le groupe enregistre des premières maquettes au living room studios rue Oberkampf dont les quelques Like A Hobo, In Your Hands, I Love Your Smile. Titres qui figurent sur l'album Hobo sorti en 2009 sur le label atmosphériques et qui se vent à plus d'un million d'exemplaires dans le monde.
En 2010, Mehdi Parisot présente entre deux dates de tournée de Charlie Winston les maquettes de ses dernières compositions à Marc Thonon, patron du label Atmosphériques. Il flash sur le projet et lui propose d'enregistrer un album à Los Angeles dont Tony Berg assure la réalisation artistique assisté  de Shawn Everett, de Blake Mills, Daniel Marsala à la guitare, Mike Finigan à l'orgue Hammond, de Lenny Castro aux percussions et Gary Reader au Saxophone. Tout comme sur son premier album "Medi & The Medicine Show" sorti en 2006, Mehdi Parisot assure les parties batteries, claviers et basse de ce nouvel album "You Got Me (Moving)", sorti en 2011 sous le seul nom de Medi et qui inclut le single "How Would You Do It". Cette fois-ci le succès est au rendez-vous pour le chanteur azuréen qui foule les scènes des plus grand festivals dont Les Eurockéennes ou Le Fuji Rock. How Would You Do It est joué sur les plus grandes radios en France et à l'international comme au Japon où le titre atteint la première place des charts internationaux.
À la suite du succès de son album, Mehdi Parisot poursuit un temps son travail de batteur aux côtés de Charlie Winston pour qui il enregistre les batteries de l'album Running Still sorti en 2013. Mais cette fois-ci il ne peut assurer la tournée, il quitte le projet et Paris, pour s'installer une nouvelle fois à Nice et se consacrer à des projets de réalisation artistique. Il endosse le rôle de réalisateur de son album "One Is Not Enough" paru en 2014 chez Atmosphériques, marquant également la fin de sa collaboration avec le label parisien. C'est lui aussi qui se voit confier la réalisation d'albums pour d'autres artistes tels que Ben Mazué, Frero Delavega, Joyce Jonathan, Grand Corps Malade ou encore Sophie Tith pour qui les succès sont au rendez-vous.
Fort de ces nouvelles expériences, Mehdi Parisot se lance dans la production et fonde en 2015 le label Dime On Records (devenu Dime On Music), les festivals Dime On Fest et Les Nuits Dime On du Cap Estel. Avec son label distribué par Playtwo, il sort les projets d'artistes émergents tels que David Zincke, Solestones, Elissa Lauper mais aussi ses propres projets comme "Friend", dernier album en date paru le 29 septembre 2023 sous le nom de " Medi & The Medicine Show" et dont la sortie fut célébrée aux Etoiles à Paris.

## Discographie
- 2006 : Medi and the Medicine Show, Lp 12 titres
- 2009 : At Last, Lp 10 titres
- 2011 : You Got Me (Moving), Lp 12 titres
- 2014 : One is Not Enough, Lp 10 titres
- 2018 : My Life, Ep 5 titres
- 2020: Shoulda Been a DJ; single
- 2023 : A Friend To Lean On, Ep 4 titres
- 2023 : Friend, Lp 9 titres